# 2005年斯坦科维奇洲际篮球冠军杯
2005年斯坦科维奇洲际篮球冠军杯於2005年7月26日至31日在中國北京舉行，最終由立陶宛奪得首屆冠軍。

## 參賽球隊
- 中國（亞洲冠軍）
- 安哥拉（非洲冠軍）
- （大洋洲冠軍）
- 波多黎各（中南美洲冠軍）
- 阿根廷（2004年雅典奧運冠軍）
- 立陶宛（1996年亞特兰大奧運季軍）

## 赛程一览
7月26日
- 波多黎各73-82立陶宛
- 阿根廷88-57澳大利亚
- 中国62-61安哥拉

7月27日
- 中国66-68立陶宛
- 波多黎各78-106澳大利亚
- 阿根廷83-64安哥拉

7月29日
- 中国91-80波多黎各
- 阿根廷77-83立陶宛
- 澳大利亚49-62安哥拉

7月30日
- 安哥拉90-73波多黎各
- 中国66-86阿根廷
- 澳大利亚109-96立陶宛

7月31日
- 阿根廷86-79波多黎各
- 安哥拉73-77阿根廷
- 中国58-71澳大利亚

## 排行榜
| 排名 | 球隊     | 比賽 | 勝 | 負 | 積分 |
| ---- | -------- | ---- | -- | -- | ---- |
| 1    | 立陶宛   | 5    | 4  | 1  | 9    |
| 2    | 阿根廷   | 5    | 4  | 1  | 9    |
| 3    |          | 5    | 3  | 2  | 8    |
| 4    | 中國     | 5    | 2  | 3  | 7    |
| 5    | 安哥拉   | 5    | 2  | 3  | 7    |
| 6    | 波多黎各 | 5    | 0  | 5  | 5    |

## 外部連結
搜狐体育（页面存档备份，存于）